# Brzezińskie Holendry
Brzezińskie Holendry est une localité polonaise de la gmina rurale de Krzymów, située dans le powiat de Konin en voïvodie de Grande-Pologne. Elle se situe à environ 12 kilomètres à l'est de la ville de Konin et 106 kilomètres à l'est de Poznań, la capitale régionale. 

## Géographie

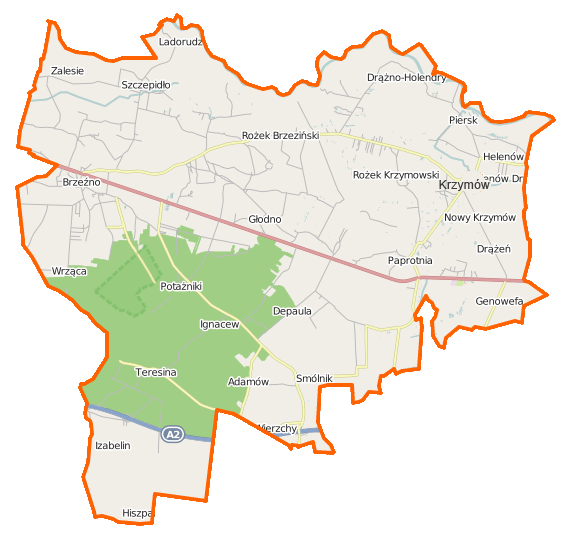
Carte de la gmina de Krzymów.